# Lautenstimmung
Als Lautenstimmung wird die Stimmung einer Laute bezeichnet.

## Bünde
Bei einer sechssaitigen bzw. sechschörigen Laute mit den Saiten A d g h e’ a’ zeigt folgender Ausschnitt des Griffbretts mit Bünden den Tonvorrat an:
| a’ | b’ | h’   | c’’ | cis’’ | d’’ |
| e’ | f’ | fis’ | g’  | gis’  | a’  |
| h  | c’ | cis’ | d’  | dis’  | e’  |
| g  | as | a    | b   | h     | c’  |
| d  | es | e    | f   | fis   | g   |
| A  | B  | H    | c   | cis   | d   |

Für die Renaissancelaute sind auch G c f a d' g' und E A d fis h e' sowie weitere Transponierungen und Stimmungen denkbar.
Die Bünde historischer Lauten waren nicht wie an modernen Instrumenten fest im Holz verankerte Metallstäbe, sondern es waren – wie der Name sagt – um das Griffbrett herum gebundene Saiten-Stücke. Diese waren verschiebbar und konnten daher nach Bedarf justiert werden. Deswegen ist die Lautenstimmung prinzipiell etwas variabel. Dasselbe gilt für Gamben und andere Instrumente mit ähnlich gebautem Griffbrett.
Die Anordnung der Töne am Griffbrett zeigt, dass eine Stimmung der Laute mit reinen Quarten und den nach der pythagoreischen Stimmung angebrachten Bünden problematisch ist, weil sich an einigen Stellen unreine Oktaven ergeben. Im oben dargestellten Griffbrett sind zum Beispiel die Oktaven (dis’-es) und (gis’-as) um ein pythagoreisches Komma verstimmt. Sind die Bünde nach der gleichmäßig temperierten Stimmung angebracht (nach Vincenzo Galilei, siehe unten) und die Saiten nach Quarten gestimmt, tritt das Problem auch auf, wenn auch in abgemildertem Maße. Eine Lautenstimmung mit reinen Quarten zwingt daher zu einem Spiel, das die problematischen Töne vermeidet. Dasselbe gilt für eine Lauten- oder Gambenstimmung, die sich an die in der Renaissance übliche mitteltönigen Klavierstimmung anpasst. Solche Stimmungen und Spielweisen sind prinzipiell möglich und wurden in der Renaissance beim Ensemblespiel auch praktiziert. 
Schon bald wurde aber eine gleichmäßige zwölfstufige Temperatur der Laute angestrebt, in der das problematische Komma verschwindet und alle Intervalle Vielfache des Halbtons von der Größe der Zwölfteloktave sind. 1533 beschrieb Giovanni Lanfranco diese Lautenstimmung und rühmte, dass man auf der Laute im Gegensatz zu den mitteltönigen Klavieren frei transponieren könne. Das zeigt, dass diese Stimmung damals schon verbreitet war. Der Lautenist und Renaissance-Theoretiker Vincenzo Galilei – der Vater von Galileo Galilei – verband diese Lautenstimmung 1581 mit dem Tonsystem des Aristoxenos, der den Halbton als erster benutzte; zur Konstruktion der Stimmung an der Laute gebrauchte Vincenzo Galilei die gute Halbton-Näherung 18:17 (rund 99 Cent). Kurz nach 1585 gab Simon Stevin die erste exakte Definition der Lautenstimmung durch Proportionen als Potenzen von {\displaystyle {\sqrt[{12}]{2}}}. Über Gioseffo Zarlino, der 1588 die gleichmäßige Lautenstimmung am Monochord konstruierte, lernte später Andreas Werckmeister diese Stimmung kennen und übertrug sie auf Klaviere als eine mögliche wohltemperierte Stimmung. 
Auf allen Saiteninstrumenten mit Bünden und in Quarten oder Quinten gestimmten Saiten besteht eine analoge Situation. Daher tendiert die ganze Gruppe der Lauteninstrumente (diverse Lauten, Gamben, Gitarren) zur gleichmäßig zwölfstufigen Skala. Das trifft auf moderne Instrumente mit fest eingebauten Metallbünden in der Regel zu und hat für historische Instrumente eine gewisse Wahrscheinlichkeit. Da es solche Instrumente auch schon im Mittelalter gab, ist die zwölfstufige Stimmung in der Praxis wohl deutlich älter als die Theorie.